# 克劳斯·托伊伯
克劳斯·托伊伯（德語：Klaus Teuber）（1952年6月25日—2023年4月1日）是德国桌上游戏设计师。他最初是一名牙体技术师，设计游戏只是一种爱好，后来这变成他的全职工作。
他设计的四款游戏赢得了著名的德国年度游戏奖，包括《巴巴罗萨》 (1988)、(1990)、 (1991) 和《卡坦岛》 (1995)。其中，卡坦岛售出超过3200万份，并衍生出一系列扩展。托伊伯于2002年创立了游戏公司 Catan Gmbh，现在由他的儿子们运营。

## 生平
托伊伯于1952年出生在布罗伊贝格城堡下的 莱伊－布莱腾巴赫村。他小时候玩士兵模型，后来他服兵役并成家，并为了妻子儿女重拾游戏。

## 职业
托伊伯在自己的牙科公司“托伊伯牙科”担任牙科技师，但他对这份工作不满意。他将设计游戏当作一种余兴。后来，他设计的游戏获得成功，便于1998年成为全职的游戏设计师。2002年，他为家用游戏业务创立了“卡坦有限责任公司”。他的儿子 Benjamin 和 Guido 担任董事，而他的妻子Claudia 和女儿担任簿记员和测试员。

## 去世
托伊伯在短暂患病后，于2023年4月1日去世，享年70岁。

## 游戏作品
- (1990）[3]
- 巴巴罗萨 (1998)
- (1991)
- (1996)
- (1997)
- (1999) [4]
- 卡坦岛 (1995) 及其许多扩展，电子游戏版本等
- (1989)，一款关于林地管理的德式桌游，获得德国游戏奖第9名[5][6]。